# Wontorra – der Fußball-Talk
Wontorra – der Fußball-Talk (im Originaltitel: Wontorra – der O₂ Fußball-Talk) war eine Fußball-Talkshow, die auf Sky Sport News HD ausgestrahlt wurde. Sie wurde seit dem 13. August 2017 während der laufenden Bundesliga-Saison sonntags zwischen 10:45 Uhr und 12:30 Uhr in fast wöchentlicher Abfolge ausgestrahlt. Übertragen wurde Wontorra – der Fußball-Talk  aus dem neuen Sky-Sport-Studio in Unterföhring. Moderiert wurde die Sendung von Jörg Wontorra, der zuvor elf Jahre lang die Fußball-Talkshow Doppelpass auf Sport1 moderiert hatte. Wontorra – der Fußball-Talk wurde dabei in Konkurrenz zu Wontorras früherer Sendung Doppelpass ausgestrahlt, die sonntags von 11:00 bis 13:30 Uhr läuft.
Die Sendung wurde mit Abschluss der Saison 2018/19 beendet.

## Konzept
Wontorra – der Fußball-Talk war als Talkrunde angelegt, die Gäste saßen dabei – ähnlich wie im Doppelpass – in einer als Halbkreis aus aneinandergereihten Sesseln angelegten Sitzrunde beieinander. Meist befanden sich in der Runde fünf Personen, inklusive Moderator Jörg Wontorra. Diskutiert wurden Themen rund um den aktuellen Bundesliga-Spieltag, aber auch aktuelle Kontroversen oder hintergründige Themen, wie etwa die 50+1-Regel oder der Videobeweis. Wie beim Doppelpass auch, befand sich ein Experte des Senders in der Runde. Im ersten Jahr der Sendung, während der Bundesliga-Saison 2017/18, übernahm Didi Hamann diese Funktion. Da dieser jedoch senderintern zum Format "Sky 90" wechselte, übernahmen zur Bundesliga-Saison 2018/19 Jan-Aage Fjørtoft sowie der Rekordnationalspieler- und Kapitän Lothar Matthäus im Wechsel die Expertenfunktion. Außerdem sind „normale“ Gäste Teil der Runde gewesen, die direkt im Fußballgeschäft tätig sind oder waren ( (ehemalige) Spieler, Trainer, Fußballfunktionäre), sowie Sport-Journalisten.

## Verhältnis zum „Doppelpass“
Moderator Jörg Wontorra sieht in der Konkurrenzsendung Doppelpass, die er selbst jahrelang moderiert hatte, mehr einen Stammtisch, während er mit Wontorra – der Fußball-Talk versuche, „eine Debattensendung […] mit hintergründigen Themen und einer echten Diskussionskultur [zu machen]“. Wontorra äußerte sich dazu in einem Interview: „Der 'Doppelpass' ist eher launig und will vor allem unterhalten. Wir senden für Leute, die eher nachdenklich im Sport unterwegs sind.“
Wontorra – der Fußball-Talk  überschneidet sich zeitlich mit dem Doppelpass und steht daher in einer Konkurrenzsituation zu der Sport1-Sendung.
Nach eigenen Angaben hat Wontorra beim Doppelpass aufgehört, weil er nicht mehr an 42 Wochenenden im Jahr vor der Kamera stehen wollte. Er schlug Sport1 daher vor, sich die Sendung mit jemandem zu teilen. Dies wurde von Sport 1 jedoch abgelehnt und Wontorra hörte 2015 beim Doppelpass auf. Thomas Helmer folgte ihm nach. Dennoch nahm er später dann das Angebot von Sky an, eine eigene Sendung zu moderieren. Als Begründungen dafür führt Wontorra an, dass es mit 32 Sendungen pro Jahr zehn weniger sind als noch beim Doppelpass, sowie die Tatsache, dass die Sendung eigens auf ihn zugeschnitten sei. Er habe gemerkt, dass er noch brenne, bekundete Wontorra.

## Sponsoren
Im ersten Jahr der Ausstrahlung war der Automobilhersteller Kia Sponsor und die Sendung hieß Wontorra – der Kia Fußball-Talk. Mit Beginn der Saison 2018/19 wurde das Telekommunikationsunternehmen O₂ neuer Titelpatronat der Sendung.

## Trivia
Während der Hinrunde der Saison 2017/18 musste Wontorra, wie alle Moderatoren und Experten im Sky-Team, ein weinrotes Hemd tragen. Zu Beginn der Rückrunde 2017/18 wurde die Kleiderordnung von Sky umgestellt.